# Beautiful Creatures (banda)
Beautiful Creatures es una banda de rock estadounidense formada en 1999 por el guitarrista DJ Ashba, proveniente de BulletBoys y por el cantante Joe Lesté de Bang Tango.
A la fecha, Beautiful Creatures han publicado dos álbumes – Beautiful Creatures (2001); Deuce (2005) y han contribuido con canciones para las películas Valentine, Rollerball, The Proposal y para series televisivas como Smallville y Sons of Anarchy.

## Discografía

### Estudio
- Beautiful Creatures (2001)
- Deuce (2005)

## Músicos

### Actuales
- Joe Lesté – voz (1999–presente)
- Anthony Focx – guitarra, batería (1999–presente)
- Lance Eric - bajo (2009-presente)
- Delta Starr – guitarra (2009–presente)
- Justin Sandler – batería (2009–presente)

### Anteriores
- DJ Ashba – guitarra (1999–2002)
- Glen Sobel – batería (1999–2003)
- Kenny Kweens - bajo (1999-2009)
- Michael Thomas – guitarra (2002–2003, 2005, 2007–2008)
- Alex Grossi – guitarra (2003–2005, 2008–2009)
- Matt Starr – batería (2003–2005)
- Mark Simpson – guitarra (2005-2007)
- Timmy Russell – batería (2005–2009)